# Nukunonu

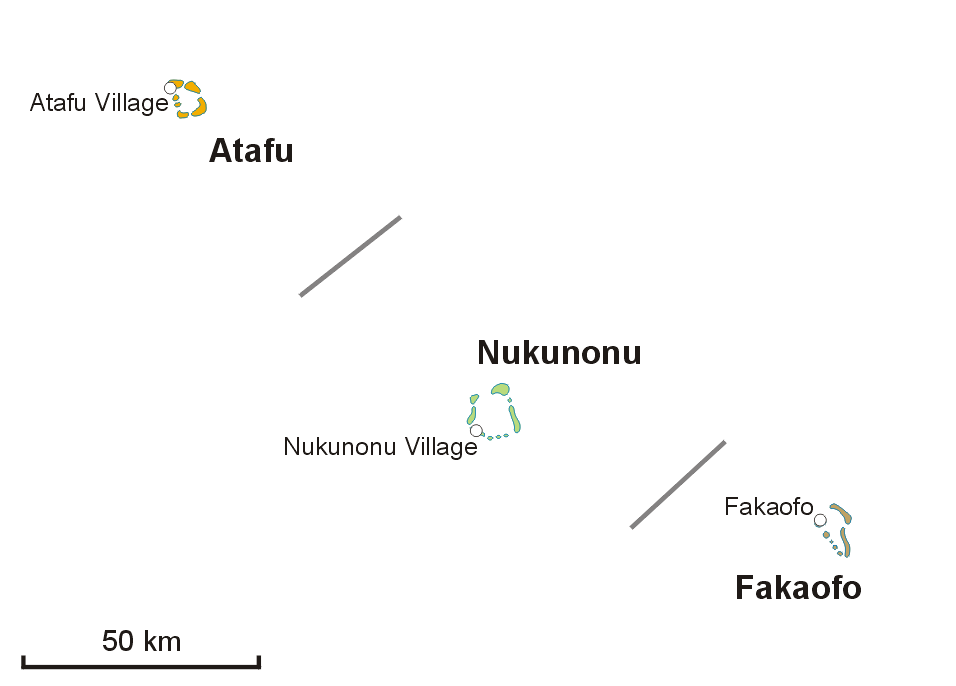
Lägeskarta

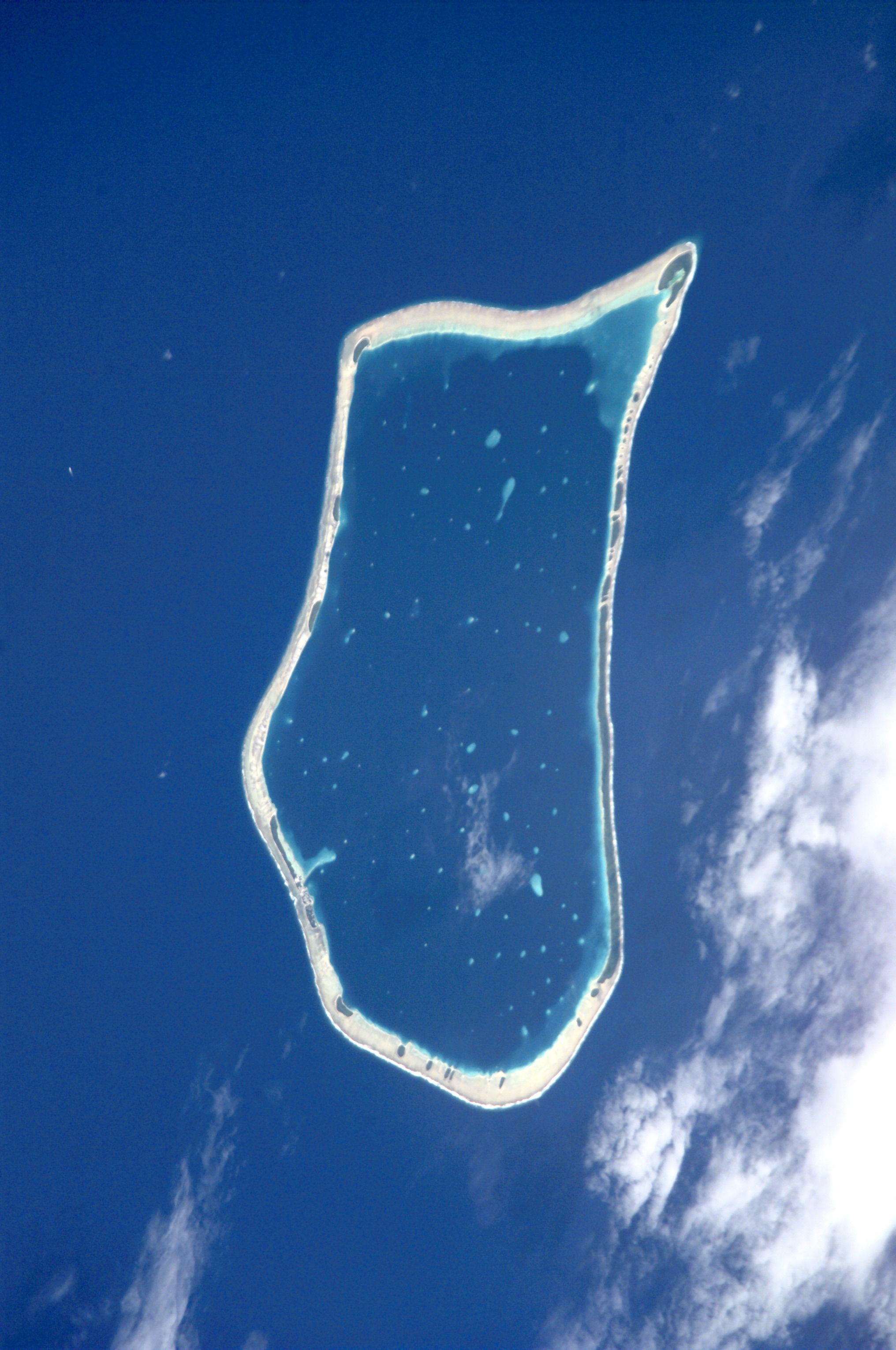
Nukunonuatollen

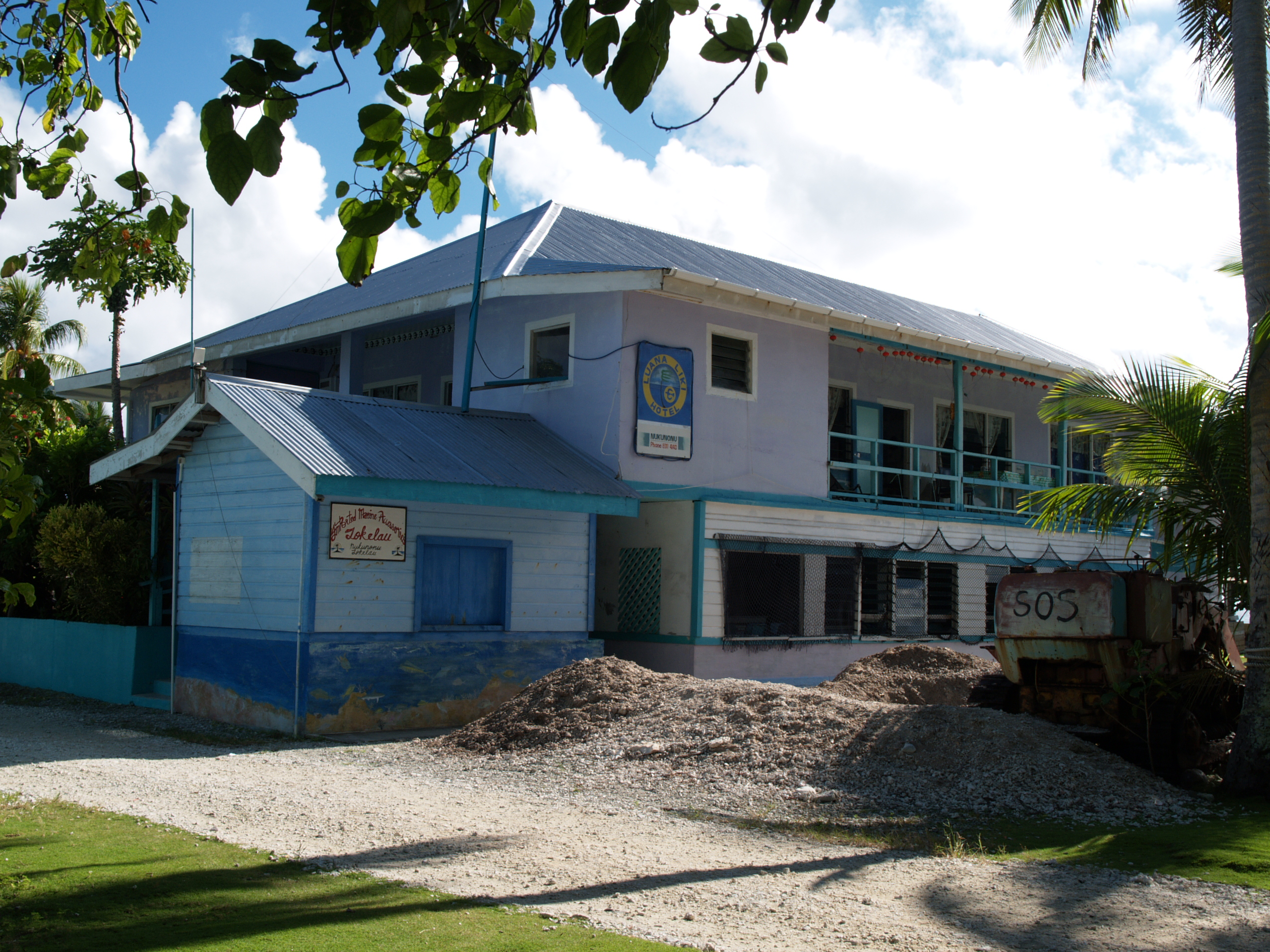
Luana Liki, Nukunonus enda hotel

Nukunonu (engelska Nukunonu, tokelauanska Nukunonu) är huvudstaden på Tokelauöarna i Polynesien i södra Stilla havet och tillhör Nya Zeeland.

## Historia
Tokelauöarna befolkades av polynesier runt 1000-talet. Den brittiske upptäcktsresanden Edward Edwards blev den 12 juni 1791 den förste europé att upptäcka Nukunonu (2) och namngav då ön Duke of Clarence Island. Edwards var då med fartyget HMS Pandora på jakt efter myteristerna från Bounty. 1841 besöktes atollen av den amerikanska United States Exploring Expedition.
1995 öppnades Luana Liki, atollens och hela ögruppens enda hotell.

## Geografi
Nukunonu ligger cirka 480 km norr om Samoa, cirka 87 kilometer sydöst om Atafu och cirka 57 nordväst om Fakaofo. Det är Tokelauöarnas största atoll och betraktas därför ofta som huvudort även om Tokelauöarna formellt inte har en huvudstad.
Atollen har en sammanlagd yta om ca 98 km² med en längd på ca 12,5 km och ca 7,5 km bred. Landarealen är på ca 5,46 km² och lagunen har en yta av ca 92 km². Atollen består av ca 24 motus (småöar) och omges av ett korallrev. I atollens nordöstra del ligger ön Tokelau efter vilken hela ögruppen namngivits. Den högsta höjden är på endast cirka 5 m ö.h.
Befolkningen uppgår till ca 425 invånare (1) där de flesta bor i huvudorten Nukunonu by på ön Vao i den nordvästra delen. Förvaltningsmässigt utgör atollen ett eget distrikt bland Tokelauöarna. Atollen kan endast nås med mindre fartyg då den saknar såväl flygplats som riktig hamn.